# Turniej Nordycki 1999
Turniej Nordycki 1999 – trzecia edycja Turnieju Nordyckiego (Skandynawskiego) w historii skoków narciarskich. W tym sezonie odbyły się cztery konkursy. Zwycięzcą całego cyklu został Noriaki Kasai.
Zawody turnieju zostały rozegrane w Lahti, Trondheim, Falun, oraz Oslo.

## Zwycięzcy konkursów
| Lp | Data          | Miejsce   | 1. miejsce       | 2. miejsce               | 3. miejsce       |
| -- | ------------- | --------- | ---------------- | ------------------------ | ---------------- |
| 1. | 6 marca 1999  | Lahti     | Kazuyoshi Funaki | Reinhard Schwarzenberger | Sven Hannawald   |
| 2. | 9 marca 1999  | Trondheim | Noriaki Kasai    | Stefan Horngacher        | Masahiko Harada  |
| 3. | 11 marca 1999 | Falun     | Martin Schmitt   | Hideharu Miyahira        | Masahiko Harada  |
| 4. | 14 marca 1999 | Oslo      | Noriaki Kasai    | Martin Schmitt           | Kazuyoshi Funaki |

## Klasyfikacja końcowa 1999
Zwycięzcą klasyfikacji generalnej został Noriaki Kasai.
| Miejsce | Zawodnik                 | Punkty |
| ------- | ------------------------ | ------ |
| 1       | Noriaki Kasai            | 608,8  |
| 2       | Kazuyoshi Funaki         | 600,6  |
| 3       | Sven Hannawald           | 591,7  |
| 4       | Masahiko Harada          | 583,7  |
| 5       | Janne Ahonen             | 577,7  |
| 6       | Hideharu Miyahira        | 564,8  |
| 7       | Reinhard Schwarzenberger | 550,9  |
| 8       | Stefan Horngacher        | 545,7  |
| 9       | Wolfgang Loitzl          | 537,6  |
| 10      | Jakub Sucháček           | 533,0  |